# Naarajärvi (sjö i Mellersta Finland)
Naarajärvi är en sjö i Finland. Den ligger i kommunen Kinnula i landskapet Mellersta Finland, i den centrala delen av landet, 300 km norr om huvudstaden Helsingfors. Naarajärvi ligger 137,1 meter över havet. Den är 8,1 meter djup. Arean är 55,6 hektar och strandlinjen är 6,48 kilometer lång. Sjön  ingår i Kymmene älvs huvudavrinningsområde.   Den ligger vid sjön Kivijärvi. I omgivningarna runt Naarajärvi växer i huvudsak blandskog.